# Nicola Walker
Nicola Walker (ur. w 1970 r. w Londynie) – angielska aktorka.

## Filmografia
- Faith (1994)
- Milner (1994) jako Colette Brustein
- Cztery wesela i pogrzeb (Four Weddings and a Funeral, 1994) jako Straszny duet
- Burzliwe życie Moll Flanders (The Fortunes and Misfortunes of Moll Flanders, 1996) jako Lucy Diver
- Chalk  (1997) jako Suzy Travis
- Taniec do muzyki czasu (A Dance to the Music of Time, 1997) jako Gypsy Jones
- Cows (1997) jako Shirley Johnson
- Touching Evil (1997) jako Susan Taylor
- Touching Evil II (1998) jako D.I. Susan Taylor
- The Last Train (1999) jako Harriet Ambrose
- Touching Evil III (1999) jako D.I. Susan Taylor
- Mgnienie (Shiner, 2000) jako Detektyw sierżant Garland
- Dalziel and Pascoe: A Sweeter Lazarus (2000) jako Abbie Hallingsworth
- Tajniacy (Spooks, 2002) jako Ruth Evershed
- Thunderbirds (2004) jako Matka Panheada
- Shooting Dogs  (2005) jako Rachel
- Rozdarci (2007) jako Joanne Taylor